# Haya Harareet
Haya Harareet, talvolta indicata anche come  Haya Hararit (Haifa, 20 settembre 1931 – Marlow, 3 febbraio 2021), è stata un'attrice e sceneggiatrice israeliana.
È conosciuta principalmente per aver interpretato il ruolo di Esther nel film colossal Ben-Hur (1959), di cui fino al 3 febbraio 2021 è stata l'ultimo membro vivente del cast principale.

## Biografia

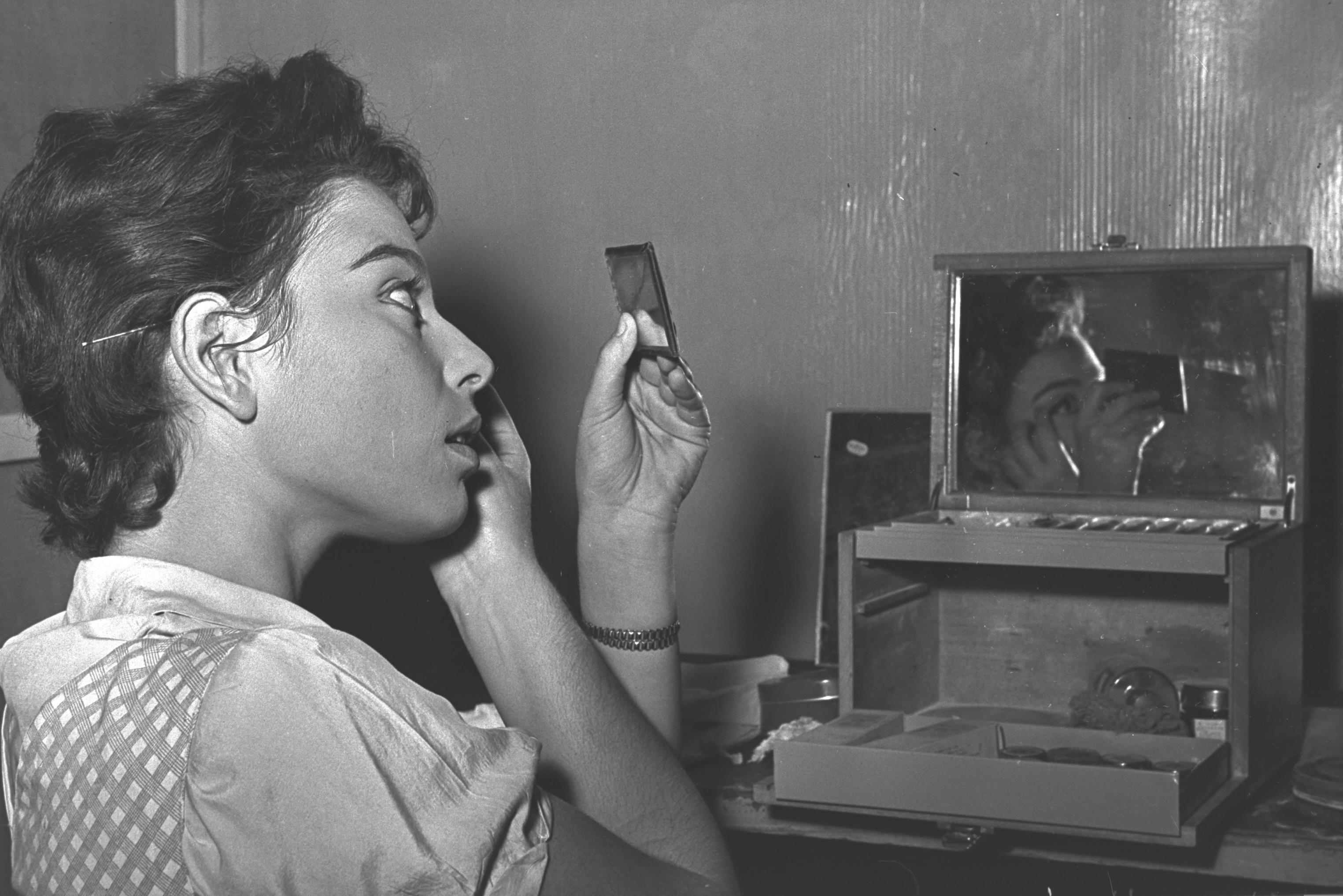
Haya Harareet al trucco nel 1954

Al debutto cinematografico si segnalò al Festival di Cannes 1955 per la sua interpretazione nel film israeliano Collina 24 non risponde (nell'originale in ebraico Giv'a 24 Eina Ona, Hill 24 Doesn't Answer sul mercato anglosassone). La sua notorietà internazionale derivò dalla partecipazione al film Ben-Hur, girato accanto a Charlton Heston nel 1959. La sua carriera, tuttavia, non ebbe un successivo sviluppo e terminò dopo aver girato pochi film fra cui Il complice segreto (1961) di Basil Dearden, a fianco di Stewart Granger, e Antinea, l'amante della città sepolta (1961).
Fra le altre sue interpretazioni si segnalano quella della dottoressa Madolyn Bruckner in La pelle che scotta (1962) e la partecipazione, al fianco di Virna Lisi, al film La donna del giorno (1956) di Francesco Maselli, distribuito anche con il titolo The Doll that Took the Town. Haya Harareet - che co-sceneggiò Tutte le sere alle nove (1967), film con Dirk Bogarde tratto dal romanzo omonimo di Julian Gloag - fu presentatrice ai Premi Oscar 1960 nella categoria effetti speciali e apparve nei panni di se stessa nel making of sul film Ben Hur, intitolato Ben-Hur: The Making of an Epic (1993). Si ritirò dalle scene nel 1964, soltanto nove anni dopo il debutto. Sposata al regista cinematografico britannico Jack Clayton, morto nel 1995, si stabilì in Inghilterra, nel Buckinghamshire, dove morì il 3 febbraio 2021, a 89 anni.

## Filmografia
- Collina 24 non risponde (Giv'a 24 Eina Ona), regia di Thorold Dickinson (1955)
- La donna del giorno, regia di Francesco Maselli (1956)
- Ben-Hur, regia di William Wyler (1959)
- Antinea, l'amante della città sepolta (L'Atlantide), regia di Giuseppe Masini ed Edgar G. Ulmer (1961)
- Il complice segreto (The Secret Partner), regia di Basil Dearden (1961)
- La pelle che scotta (The Interns), regia di David Swift (1962)
- La leggenda di Fra Diavolo, regia di Leopoldo Savona (1962)
- L'ultima carica, regia di Leopoldo Savona (1964)
- Il mio amico Jonathan (My Friend Jonathan), regia di Ágúst Guðmundsson (1974) [corto]

## Doppiatrici italiane
- Maria Pia Di Meo in Ben-Hur, Il complice segreto